# Sárgafoltos papírdarázs
A sárgafoltos papírdarázs (Polistes gallicus) a rovarok (Insecta) osztályának a hártyásszárnyúak (Hymenoptera) rendjébe, ezen belül a fullánkosdarázs-alkatúak (Apocrita) alrendjébe és a valódi darazsak (Vespidae) családjába tartozó faj.

## Előfordulása
A sárgafoltos papírdarázs Európa mérsékelt övi részein található meg. Rendszeresen előfordul és többnyire nem ritka.

## Megjelenése
A sárgafoltos papírdarázs 10-18 milliméter hosszú. A társas valódi darazsak (Vespidae) családjának egyik kecses termetű faja. Az utolsó potrohszelvény alsó oldala (a haslemez) fekete. Csápostora narancssárga.

## Életmódja
A sárgafoltos papírdarázs rétek, cserjékben bővelkedő tájak, erdőszélek és nyiladékok lakója. A sárgafoltos papírdarázs ragadozó életmódot folytat, kis rovarokra és pókokra vadászik. Az elpusztított zsákmányt szétrágva tömör golyóvá dolgozzák össze. Ezeket szállítják a fészekhez, velük táplálják a királynőt és a lárvákat. A virágokat is gyakran felkeresik, ahol nektárt szívnak. Ősszel a túlérett gyümölcsökön lakmároznak.

## Szaporodása
Több megtermékenyített nőstény együtt létesít fészket. Védett, legalábbis nagy részében körülzárt helyre, kövekre, növények szárára, madárodúkba ragasztják nyeles fészküket, amely egyetlen, néhány centiméter átmérőjű, burok nélküli lépből és kevés sejtből áll. A fészek sötétszürke, nemritkán több is készül egymás közvetlen közelében. A sárgafoltos papírdarázs szabályozni tudja a hőmérsékletet a fészek belsejében: nagy melegben vizet hoznak, azt a lépre permetezik és legyezgetik, hogy elpárologjon. Az így bekövetkező hőmérséklet-csökkenés a fészek belsejére is kihat. Hidegben az állatok úgy gondoskodnak magasabb hőmérsékletről, hogy fokozzák szervezetük égési folyamatait.

## Rokon fajok
A sárgafoltos papírdarázs közeli rokona, a padlásdarázs (Polistes nimpha).